# Home Nations Championship 1899
Die Ausgabe 1899 des Turniers Home Nations Championship in der Sportart Rugby Union (das spätere Five Nations bzw. Six Nations) fand vom 7. Januar bis zum 18. März statt. Turniersieger wurde Irland, das mit Siegen gegen alle anderen Teilnehmer die Triple Crown schaffte.

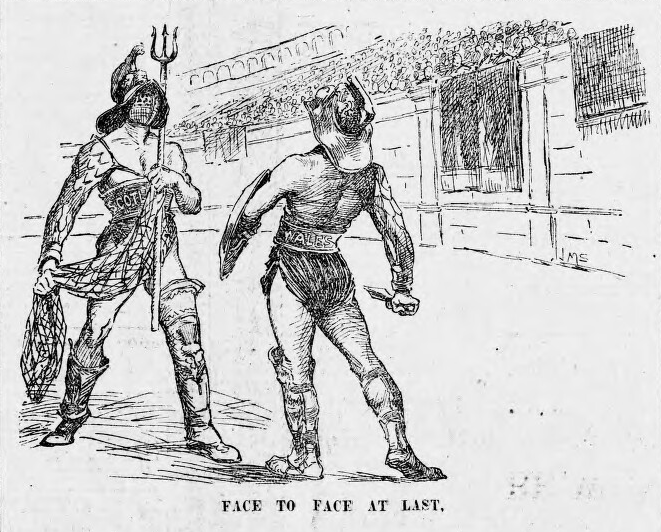
Karikatur der Begegnung zwischen Schottland und Wales

## Teilnehmer
| Land       | Stadion                        | Stadt             | Kapitän                        |
| ---------- | ------------------------------ | ----------------- | ------------------------------ |
| England    | Rectory Field                  | Blackheath        | Arthur Rotherham               |
| Irland     | Lansdowne Road                 | Dublin            | Louis Magee                    |
| Schottland | Inverleith                     | Edinburgh         | Bill Donaldson / Mark Morrison |
| Wales      | St Helen’s / Cardiff Arms Park | Swansea / Cardiff | Billy Bancroft                 |

## Tabelle
|    | Land       | Spiele | Siege | Unent. | Ndlg. | Spiel- punkte | Diff. | Tabellen- punkte |
| -- | ---------- | ------ | ----- | ------ | ----- | ------------- | ----- | ---------------- |
| 1. | Irland     | 3      | 3     | 0      | 0     | 18:3          | + 15  | 6                |
| 2. | Schottland | 3      | 2     | 0      | 1     | 29:19         | + 10  | 4                |
| 3. | Wales      | 3      | 1     | 0      | 2     | 36:27         | + 9   | 2                |
| 4. | England    | 3      | 0     | 0      | 3     | 3:37          | − 34  | 0                |

## Ergebnisse
| 7. Januar 1899 | Wales                                                       | 26 : 3        | England            | St Helen’s, Swansea Zuschauer: 20.000 Schiedsrichter: A. Turnbull (Schottland) |
| 7. Januar 1899 | Versuche: Huzzey (2) Llewellyn (4) Erhöhungen: Bancroft (4) | (6:0) Bericht | Versuche: Robinson | St Helen’s, Swansea Zuschauer: 20.000 Schiedsrichter: A. Turnbull (Schottland) |

| 4. Februar 1899 | Irland                             | 6 : 0   | England | Lansdowne Road, Dublin Zuschauer: 12.000 Schiedsrichter: Graham Findlay (Schottland) |
| 4. Februar 1899 | Versuche: Allen Straftritte: Magee | Bericht |         | Lansdowne Road, Dublin Zuschauer: 12.000 Schiedsrichter: Graham Findlay (Schottland) |

| 18. Februar 1899 | Schottland             | 3 : 9         | Irland                        | Inverleith, Edinburgh Schiedsrichter: Edward Temple Gurdon (England) |
| 18. Februar 1899 | Straftritte: Donaldson | (0:6) Bericht | Versuche: Campbell Reid Sealy | Inverleith, Edinburgh Schiedsrichter: Edward Temple Gurdon (England) |

| 4. März 1899 | Schottland                                                                   | 21 : 10        | Wales                                              | Inverleith, Edinburgh Schiedsrichter: Michael Delaney (Irland) |
| 4. März 1899 | Versuche: Gedge Monypenny Smith Straftritte: Thomson Dropgoals: Gedge Lamond | (3:10) Bericht | Versuche: Llewellyn Lloyd Erhöhungen: Bancroft (2) | Inverleith, Edinburgh Schiedsrichter: Michael Delaney (Irland) |

| 11. März 1899 | England | 0 : 5   | Schottland                  | Rectory Field, Blackheath Zuschauer: 25.000 Schiedsrichter: Joseph Magee (Irland) |
| 11. März 1899 |         | Bericht | Versuche: Gillespie Thomson | Rectory Field, Blackheath Zuschauer: 25.000 Schiedsrichter: Joseph Magee (Irland) |

| 18. März 1899 | Wales | 0 : 3         | Irland          | Cardiff Arms Park, Cardiff Zuschauer: 40.000 Schiedsrichter: A. Turnbull (Schottland) |
| 18. März 1899 |       | (0:3) Bericht | Versuche: Doran | Cardiff Arms Park, Cardiff Zuschauer: 40.000 Schiedsrichter: A. Turnbull (Schottland) |